# Макунів
Макуні́в — село в складі Судововишнянської міської громади  в Україні, у Яворівському районі Львівської області. Населення - 217 осіб.

## Розташування
Село, розташоване на пагорбах Передкарпаття, має велику площу. До найближчого міста — Судової Вишні — 14 км, до районного центру — Мостиська — 19 км, до залізничної станції — 15 км.
Межею земель села на півночі є одна з приток річки Вишеньки, що бере початок біля села Мала Діброва, проходить через Шишоровичі і впадає в р. Вишеньку за хутором Берці. По обидва боки було торфовище, що займало близько 200 моргів. У 50-х роках XX ст. було створено державну артіль, що нарізала рудавину (торф), яку продавали жителям для опалення хат. В 60-х роках провели рекультивацію цієї площі, яка нині стала пасовищем.
Через центр села із заходу на схід проходить ще одна притока р. Вишеньки по обидві сторони якої утворилась долина. На схід від хутора Берці росте діброва, площею близько 2 моргів.

## Історія

### Назва
Існує легенда щодо походження назви села. На місці сучасного села була болотиста місцевість, біля якої росли і вабили око багряні маки. Згодом болото вирішили осушити, а на його місці побудувати село, маки — зникли, але у назві села залишились дотепер.
Наукова праця доктора філологічних наук, професора Київського Національного Інституту імені Т. Г. Шевченка К. М. Тищенка — «Мовні формування українців» говорить про формування назв населених пунктів наступне: — Так, і таке бувало. От, наприклад, вдалося натрапити на цілий пласт назв (по Україні їх сотні), які зберігають згадки про віспу, кір, вітрянку: зрозуміло, що ці хвороби неминуче супроводжували скотарів-степовиків і передавалися від них рільникам-слов'янам. На прикладі Дніпропетровської області це Хорошеве, Коробчине, Королівка, Курилівка, Спаське, Морозівське, Дерезувате, Нехвороща, Перещепине, вдсх. Мак-орт-івське. Остання назва якраз і дає привід показати сучасний стан опрацювання цього пласту.
У топонімах цього типу особливо вражає, що наші предки прекрасно розбиралися, від кого прийшла хвороба, хто саме насіяв того «маку» (віспин) на обличчя небагатьох живих перехворілих — саки (скіфи, основа шут-), волохи, влахи (кельти), ґоти чи хини — гуни, онгури, авари (обри)! Це стає очевидним з назв таких сіл, як МакСАКИ Чг < сак- ‘самоназва скіфів’, — пор. м. САКИ у Криму або с. САЧки Зп (в Росії МакСЮТово, МакСЮТино < σκυθ- ‘скіф’), МокЛЯКи, рос. МакЛАКово < влах- ‘волох, кельт’, МакОТЕРти Рв < отер- ‘ґоти’, МакИШин Чг, МакІЇвка Дц < хини ‘гуни’, МакУНів Лв < ун-, ул- ‘гун’, МачУЛИЩа См, МакУШиха, МакОШин Чг < *õc-, õш- ‘гун?’, МакАРів Кв, МакАРТетине Лг < *обр-т- ‘авари’, Ма-КЕДони < ґети?, Мак-АЛевичі < алани? Так само РябУХи, РябИНа См < хини ‘гуни’, РибОТень См, РибОТин Чг < от- ‘ґот’, РибАСи См < ас- ‘яс, осетин’, Риб'ЄНЦеве < *іванц-, янц-, РибАЛЬче < *овл-? У назвах ДзюБРове, ЗюБРиха, ЗубОТРясівка, ДзюбАНівка так само вжиті знайомі морфеми (о)бр- ‘аварин’, отр- ‘готи’, ан- ‘гун’ — тільки тепер у сполученні зі словом дзюба ‘рябий після віспи’.
До 1648 року населений пункт називався Маковнів, тому й понині його мешканців кличуть макувенами.

### Середньовіччя

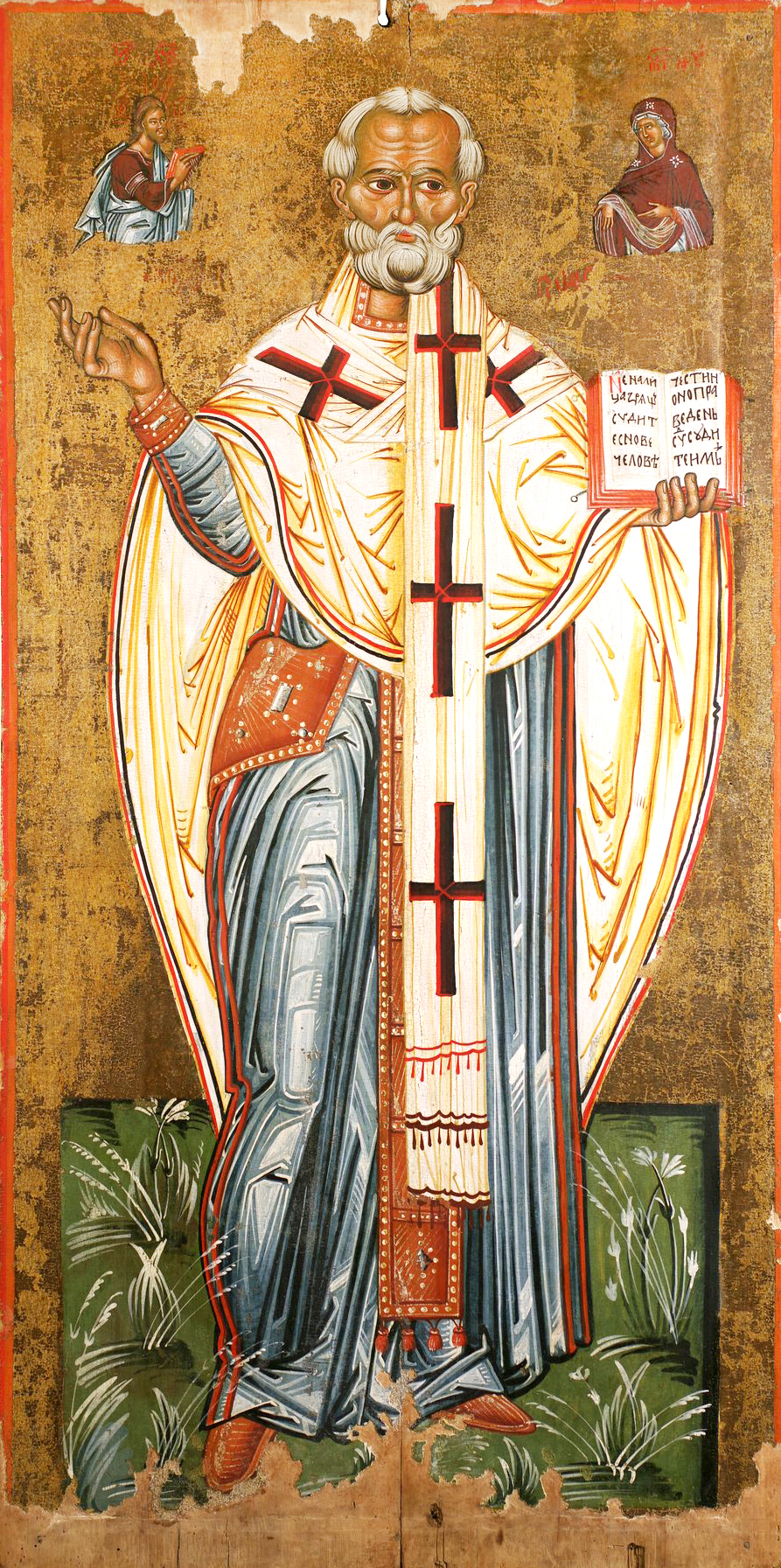
Ікона св Миколая XVI ст.із села Макунів (Зберігається в Національному музеї у Львові)

Перша письмова згадка про Макунів датована 1466 роком.
1524 року село було знищене татарами.
За часів польського панування всі землі села належали до коронних земель Перемишильських. Селом як королівщиною управляв шляхтич Станіслав Гербурт, який на сеймі 1555 р. мав претензії щодо його безпідставного отримання на довічно Маковнів (втратив на нього права, але зберіг доживоття).
Від 1768 року село було у власності Юзефа Мьончинського, який придбав його за 1516 польських злотих з допомогою Катажини Потоцької. В 1781 р. як власник села Юзеф Мьончиньський, мама якого була старостою ордену Святого Станіслава біскупа Кавалерові, звертається до адміністрації генерального біскупа Перемишльського з грамотою-рекомендацією про потребу призначення на пароха в с. Макунів в храм Даниїла Стовпника, Василя Івановича, який зі слів воєводи буде добрим парохом християнської громади і слугою Божим. Після поділу Польщі Ю. Мьончинський продав його назавжди за 29 300 золотих ринських. Від 1772 року ці землі належали Австрії, а пізніше Австро-Угорщині. Після пана Ю. Мьончинського до 1848 року власником села був пан Ольшевський, а згодом село купив Альбін Вольфрам. Після смерті поміщик був похований на сільському цвинтарі. До сьогодні зберігся надгробний камінь на його могилі.

### У складі Австро-Угорщини
Імператорським патентом з 20 лютого 1784 р. було запроваджено ведення церковних метричних книг на Галичині.
Гортаючи сторінки метричних книг парафії с. Макунів-Малі Мокряни УГКЦ в центральному державному історичному архіві України м. Львів (пл. Соборна, 3а) бачимо: на початку 19 ст. в с. Макунів було 120 номерів (дому, господарів) сімей. Народжувалося близько 30 дітей в рік. Помирало від 10 до 24 чоловік. Найбільша смертність була в 1794 і 1831 рр. в яких померло 60 і 84 осіб відповідно, через спалах епідемії холери.
На поч. 20 ст. у с. Макунів вже було 220 (номерів) домів. Народжувалось щороку 65—80 дітей. Народжуваність впала в роки Першої Світової Війни 1914—1918 рр. до 35 дітей.

### Польська окупація
Після I Світової війни Галичина і Україна не змогли відстояти свою проголошену незалежність, Галичина стала польською колонією.
В 1924 р. уряд Польщі заборонив вживати українську мову в державних документах східної Галичини, яка входила до її території.
19 травня 1930 року члени громади с. Макунів Бервецький Данило, Кравець Григорій, Крукеницький Федір, Бервецький Михайло, Сенчук Павло, Слюсарчик Іван, Бенцак Стефан, Сливка Петро, Гануляк Гаврило, Кравець Марія, Коваль Іван, Савіцький Теодор, Войтович Іван, Кравець Микола, Жига Йосиф, Коваль Іван син Стефана наміряють заложити в себе читальню «Просвіти», про що подають до відома Високого Воєвідства в м. Львові визнаний статут товариства і просять високе воєвідство зволити це донесення враз зі статутом прийняти до свого відома. Ціллю товариства «Просвіта», згідно статуту, є: просвіта і піднесення культури Українського народу у всіх його верствах і напрямках життя.
8 червня 1930 р. члени громади с. Макунів створили осередок товариства руханкового і сторожі вогневої Луг, вони просять Високе Воєвідство затвердити їх статут і дати дозвіл на існування товариства Луг в с. Макунів Мостиського повіту. Голова — Кутний Микола, писар — Фольтович Михайло, члени основателі: Кравець Микола, Кобилка Михайло, Бервецький Данило, Маньковський Іван, Шидлівський Стах, Церковний Стефан, Фольтович Іван, Гринчук Іван.
Ціль товариства: А. Гуманні: 
1. Нанесення помочі при пожежах. 
2. Нанесення помочі при повенях. 
Б. Культурно-освітні: 
1. Поширення просвіти між членами. 
2. Ширення замилування до руханкових вправ і спортивних ігор. 
3. Піддержування товариського життя.
24 травня 1931 р. в с. Макунів жителі села створили гурток Краєвого товариства господарського «Сільський господар». Відповідно до статуту метою товариства є гуртувати хліборобів для збереження їх станових інтересів, для піднесення сільського господарства, для плекання сільськогосподарської науки та піднесення добробуту і культури українського хліборобства. Засновниками гуртка стали: Крукеницький Федір, Савіцький Федір, Коваль Іван, Бенцак Захар, Базиляк Павло, Кравець Андрій, Коваль Юрко, Різничок Іван, Шидлівський Роман, Бундзила Іван. Реєстрація кружка відбулася 26. 07. 1931 р.
В 1934 р. керівником (вітом) місцевого органу самоуправління муніципалітетом (гміною) с. Макунів був Крукеницький Микола. Цей орган мав свою печатку.

### Нові окупанти
1939 року, за пактом Молотова-Рібентропа, підписаним Німеччиною та Радянським Союзом, ці землі були приєднані до Радянської України у складі Рядянського Союзу.
1939 року були створені перші органи радянської влади на чолі з членом КПЗУ Павлом Буяром.
За часів 2-ї світової війни під час німецької окупації солтисом (головою) села був Бервецький Данило.
Головою сільської ради в 1945 р. був Крукеницький Федір Григорович.
В 1949 р. за комуністично-радянських часів створили колгосп імені М. Коцюбинського, у склад якого входило і село Шишоровичі. В 1959 р. цей колгосп об'єднали з колгоспом сіл Малих і Великих Мокрян. Керівництво нового колгоспу ім. Куйбишева було в с. Малі Мокряни, сільська рада — в с. Макунів. В 1969 р. в Мокрянах збудовано будинок для правління колгоспу і сільради. З цього часу сільська рада стала Маломокрянівська.
Ще з польських часів в селі діяла підпільна сітка ОУН. У 1944 році перед самим відходом німецьких військ було організовано вишкіл медсестер Українського Червоного Хреста.
Витяг з книги «Реабілітовані історією».
В р-ні Судова Вишня Дрогобицької обл. (дані із с. Дмитровичі, Макунів, Шишоровичі, Мокряни Великі, Мокряни Малі, Голодівка, Дидятичі, Орховичі, Волостків, Стоянці, Мистичі, Санники, Вуйковичі, Королин, Тулиголови, Арламівська Воля, Твіржа — разом 17) в часі 20.VII.44 р.-20.VII. 1947 р. московсько-більшовицькі окупанти:
- арештували 824 чол.
- заслали в Сибір і вивезли на примусові роботи в Донбас 153 чол.
- вбили 52 чол.
- насильно мобілізували в ЧА 1114 чол.
  - з того загинули 228 чол.
  - стали інвалідами 95 чол.
  - повернулися здоровими 690 чол.
- провели облав у селах 340
- провели облав у лісах й на полях 194

Частина студентів не обмежувала поле антирадянської діяльності Львовом. Незважаючи на постійний контроль з боку НКДБ за шляхами сполучень, студенти знаходили змогу виїжджати для підпільної роботи в райони області. 10 липня 1947 р. у с. Балучин Красненського (тепер Буського) району було вкотре відновлено колгосп, але вже в ніч на 11 липня на будинках сільських активістів з'явилися листівки, спрямовані проти колективізації. За підозрою у скоєному заарештовано студента університету Ярослава Рибака. 12 липня 1947 р., у с. Макунів Мостиського району при перевірці квартир були затримані студенти Львівського педагогічного інституту Іван Федевич і Люба Котис, які на власний розсуд вирішили зібрати кошти для підпілля, залишаючи взамін своєрідні квитанції — «бофони» (бойовий фонд УПА). При арешті було вилучено 9 «бофонів». Разом з І. Федевичем і Л. Котис була заарештована їхня Слідство виявило, що Л. Котис розповсюджувала «бофони» номіналом 50 крб. і в самому інституті 39. Студенти планували встановити зв'язок з ОУН і передати їм зібрані кошти. Влітку на канікулах розповсюджували листівки в рідному містечку Красному львівські студенти Роман Протасевич (медичний інститут) і Мирослав Черевко (інститут фізичної культури).
- Базиляк Нестор, син Романа, 1928 р. н., с. Макунів, вояк УПА, член кущової групи «Чміля». Загинув у с. Макунів 04.12.1949 р.

Гарасовський Андрій, син о. Станіслава, місцевого священика, 25.10.1909 р. н., с. Макунів. Був членом ОУН. Мати Наталія, походила з священого роду Пасічинських, так як і рід Гарасовських у кількох поколіннях священичий, вихідці з Холмщини. Разом з молодшими, сестрою Марією, братом Остапом, Михайлом, Теодором та Галиною, у міжвоєнний час були членами «Пласту» та виховниками, бо усвідомлювали мету свого життя як змагання за незалежність України. 
Андрій був заарештований польською поліцією і завезений в м. Корець (Волинь), де пережив жорстокі катування і знущання. Вийшов на волю після падіння Польщі 1939 р. Закінчив агрономічний факультет Рільничої Академії в Дублянах (Львів) 1943 р. і відразу ж записався до української старшинської артилерійської школи в Бенешеві коло Праги.
Брав участь у боях із совєтами. Був у концентраційних таборах у різних зонах Німеччини. В 1949 р. одружився, а в 1959 р. разом з дружиною Яриною та донею, виїхали до Америки, де залучився до громадсько-релігійного та політичного життя. Помер після важкої недуги, 6-го жовтня 1998 р. в Чикаго. Там і похований біля дружини.
- Кравець Нестор, син Івана, 1930 р. н., с. Макунів, вояк УПА. Загинув у с. Макунів 04.12.1949 р.

«Панас», невідомий вояк УПА, стрілець загону «Сороки». Загинув у с. Макунів 16.10.1947 р.
Два невідомі вояки УПА загинули біля криївки на подвір'ї Ганни Дідич (один із них начебто син господині хати) над вечір 12 липня 1952 р. у с. Макунів. Тіла окупанти забрали до Судової Вишні. Два інші вояки зуміли прорватися крізь облаву і врятувалися. Сім'ю Ганни Дідич вивезли в Сибір.
Гринчук Іван, 1923 р. н., с. Шешоровичі. Псевдо «Каштан». Приблизно 1948 р. загинув у нічному бою біля цвинтаря с. Макунів, натрапивши на москалів. Важко поранений, він розірвався гранатою. Чи встиг він згадати батька, неньку, кохану, свою любу Україну перед смертю? Встиг… Адже від зірвання кільця до розриву гранати було 2-3 секунди. А це, коли чекати,- вічність!.. На цьому місці встановлено огороджений штахетником хрест з відповідним написом.
За інформацією від Євгена Рокицького — брата Івана, загиблого у с. Гостинцеве, вояка УПА, у с. Шешоровичі до 1939 р. було 80 господарств. Більшовики вивезли у Сибір мешканців 32 господарств.
На місці хати і зруйнованого господарства вояка УПА Івана Рокицького і його родини у селі Шешоровичі стоїть хрест з розп'яттям як пам'ять про тих, які загинули за Христову Віру і за Україну.

## Школа
Рішенням № 17510 від 1884 р. національної шкільної ради, яке видане відповідно до шкільного законодавства, говориться в ньому розглянути всі побажання і можливості жителів с. Макунів, а також висновків районної шкільної ради, рада встановила заснувати школу в с. Макунів з серпня місяця. На цей час в селі проживало 1196 чоловік, готових до навчання в школі було: 91 хлопець і 97 дівчат. Вчитель цієї школи буде забезпечений безкоштовним житлом і мати річну плату 300 злотих. Покриття цих видатків будуть проводитися в першу чергу.
Рішенням № 17983 від 24.04.1894 р. рада шкіл крайових у Львові, вирішила реорганізувати школу в с. Макунів, створивши однокласову народну школу. Обов'язком всього села є покривати всі видатки на потреби цієї школи і майна. Крайова шкільна рада з своєї фундації зобов'язалася виділяти щорічно 10 злотих на крейду, губку папір, чорнило та ін. шкільні матеріали. Вчитель цієї школи матиме посаду, яка дорівнює до 5-го класу чиновника по оплаті праці. За школою закріплено близько 55 арів землі. Також матеріально школу мають підтримувати фундатори, які затверджені були головою національного повіту в Мостиськах 31.03.1884 р.
Рішенням шкільної ради в м. Львові від 6.07.1925 р. запроваджується двомовне навчання в початковій школі с. Макунева, враховуючи національний склад жителів села. Навчання має вестися на польській і руській (українській) мовах.
Рада шкіл в м. Львові рішенням від 14.06.1933 р. запроваджує двохкласове навчання в с. Макунів. В селі створено осередок педагогічного товариства «Рідна школа імені М. Шашкевича.»
27 травня 1930 року в Макуневі за допомогою сільського осередку «Просвіти» було збудовано хату-читальню. Вже у 1937 р. була побудована сучасна школа, яка у 1962 році отримала статус загальноосвітньої, у якій навчались, як місцеві діти так і діти з навколишніх сіл.
Влітку 2012 р. сільську школу було закрито у зв'язку з відсутністю відповідної кількості дітей. Що тепер буде в цьому будинку не відомо.
Педагогічний колектив макунівської 8-річної школи 1958—1965 рр.: 1. Поштар Юрій Федорович — директор; 2. Карпа Стефан; 3. Дорожовець Мирон Атаназович; 4. Хрущ (Міщиха) Катерина Іванівна; 5. Фрик Стефан Іванович; 6. Поштар Марія Леонтіївна; 7. Карпа Марія Верємєєвна; 8. Бервецька (Гордієнко) Лідія Миколаївна; 9. Кубіцька Надія Григорівна; 10. Олеськів Ольга Йосафатівна; 11. Фрик Марія Іванівна; Педагогічний колектив макунівської 8-річної школи 1965—1973 рр.: 1. Дроб'язко Петро Маркович; 2. Дорожовець Мирон Атаназович; 3. Хрущ (Міщиха) Катерина Іванівна; 4. Гудзь Софія Тимофіївна; 5. Гудзь Михайло Михайлович; 6. Полисвіт Розалія Гілярівна; 7. Кравець Нестор Григорович; 8. Фрик Марія Іванівна; 9. Кубіцька Надія Григорівна; 10. Кравець Стефанія; 11. Гринчук Ярослава Ільківна.
Найбільше праці на педагогічній ниві в нашій школі залишили: Хрущ (Міщиха) Катерина Іванівна, Полисвіт Розалія Гілярівна, Дорожовець Мирон Атаназович, Фрик Марія Іванівна. Директором школи з 1.09.1982 р. була близько 30 років Антощак (Харвич) Віра Петрівна, родом з сусіднього села Шишоровичі.

## Церква
Найдавніші відомості про місцевий парафіяльний храм походять з 1511 року.
В 1692 р. Перемишльська єпархія переходить в лоно УГКЦ, Львівська єпархія перейшла під юрисдикцію УГКЦ в 1700 р.
Церковна громада грекокатоликів села Макунева належала до парафії с. Малі Мокряни Судововишнянського деканату.
| Рік  | с. Макунів | с. М. Мокряни | с. В. Мокряни | с. Шишоровичі | Разом                 |
| ---- | ---------- | ------------- | ------------- | ------------- | --------------------- |
| 1840 | 848        | 341           | 211           | 160           | 1590                  |
| 1859 | 996        | 402           | 305           | 217           | 1920                  |
| 1879 | 1108       | 448           | 353           | 253           | 2161                  |
| 1899 | 1430       | 584           | 460           | 338           | 2812                  |
| 1926 | 1610       | 712           | 575           | 426           | 3323                  |
| 1938 | бл. 1800   | 751           | 711           | 413           | 1875 (без с. Макунів) |

| Проживало (чол.)      | с. Макунів | с. М. Мокряни | с. В. Мокряни | с. Шишоровичі |
| --------------------- | ---------- | ------------- | ------------- | ------------- |
| греко-католиків       | 560        | 261           | 199           | 115           |
| римо-католиків        | 68         | 30            | 20            | 85            |
| жидів                 | 23         | 12            | 15            | 3             |
| Територія (площа) км² | 14,15      | 6,77          | 6,20          | 3,53          |

В 1930 році греко-католики с. Макунева отримують статус окремої парохії, відділеної від парохії с. Малі Мокряни. Обслуговує парохію священник з Малих Мокрян, який проживав в с. Макунів. В цьому році громада села будує парохіальний будинок, який був капітально відремонтований в 70-х роках 20 ст. і функціонує по сьогодні, поруч з ним збереглась частина саду, який належав пароху села. В 1933 році громада села проводить реставраційний ремонт храму збудованого 1880 році, який прийшов на заміну дерев'яному, що був збудований в 1830 році.
В 1939 році в селі проживало 6 католиків латинського обряду і 21 юдей.
З вище-наведених даних бачимо, с. Макунів, як по площі так і по населенню було майже рівне трьом іншим сусіднім селам (с. Малі Мокряни, с. Великі Мокряни, с. Шишоровичі).
Колись велике по території і населенню село перетворюється зараз на хутір.
Дерев'яний храм, оточений деревами, стоїть у долині Макунева. На фоні зелених дерев і жовтого килима з квітів, храм здалека виглядає справді мальовничо.
Типова тризуба, оточена піддашшям будівля, у якої до видовженого гранчастого вівтаря прибудовані маленькі ризниці, а до бабинця — присінок. Світловий восьмерик нави накритий великою банею з ліхтарем і маківкою. Двосхилі дахи бабинця та вівтаря завершують восьмибічні вежі з маківками. На південний захід від церкви стоїть дерев'яна двоярусна дзвіниця, накрита наметовим верхом. Як видно з фото, зовнішні стіни храму покривають дерев'яною вагонкою. Будівля виглядає цікаво, адже одночасно можна побачити старе і нове покриття. Мабуть, з бляшаним покриттям дахів також щось будуть робити. Дивно, що для церкви, яка не стоїть серед забудови, виділили невелике за площею подвір'я. Оскільки храм за розмірами доволі великий, тому його важко повністю зафіксувати.
Загалом церква у Макуневі краще сприймається здалеку (хоч її частково заступають дерева), а зблизька — типовий за конструкцією і виглядом дерев'яний храм.
Храм, який передував сьогоднішньому, був зведений на початку XVIII ст. У 1871 р. він отримав привілеї від дідича села Йосифа Спенчинського. У 1880 році постав існуючий храм, який посвятили 15 жовтня 1881 року. З 1946 року храм переходить до московського патріархату (насильно). В 1880 році у селі мешкало 1159 осіб, з них 1108 греко-католики, решта — римо-католики. Греко-католики с. Макунів, с. Шишоровичі, і с. Великі Мокряни належали до парафії с. Малі Мокряни, римо-католики — до парафії с. Мильчич. До 400-річчя Берестейської унії 1996 р. на перехресті центральних доріг села, працею рук і помислом голови Богдана Сливки була збудована капличка.
На цвинтарі с. Макунів є три відомі моголи парохів.
1. О. Теофіла Дашкевича (1817-22.04.1878 рр.).
2. О. Кирила Пасічинські (1844—1922 рр.) — який походив з родини, яка дала багатьох священників, зокрема: о. Теодора, о. Ярослава.
3. О. Івана Косоноги (1888—1965 рр.) — який служив на парафії в післявоєнний період.
В умовах політичного терору проти священників і пастви за рішенням партійної совєтської влади 8-10 березня 1946 р. у Львові відбувся псевдо-собор УГКЦ, який скасував унію з Римом і підпорядкував її Російській Православній Церкві. Отець Іван Косонога, на відміну від багатьох парохів УГКЦ, також перейшов в Московську Православну Церкву.
Після смерті о. Косоноги, комуністично-совєтська влада пароха в село не дала. Парохію обслуговував священник з сусіднього села Дидятичі почергово. З відновленням державної незалежності, 1991 р. громада села повернулася у лоно греко-католицького обряду, католицької церкви.

## Населення

### Мова
Розподіл населення за рідною мовою за даними перепису 2001 року:
| Мова       | Кількість | Відсоток |
| ---------- | --------- | -------- |
| українська | 404       | 100%     |

## Адміністративний калейдоскоп
За совецько-комуністичних часів (2 пол. 20 ст.) село належало до різних районів: 
- 1940 р. — 1.08.1959 р. — Судово-Вишнянський р-н Дрогобицька обл.
- 1.08.1959 р. — 30.12.1962 р. — Мостиський р-н Львівська обл.
- 30.12.1962 р. — 4.01.1965 р. — Городоцький р-н Львівська обл.
- 4.01.1965 р. — 1.10.1976 р. — Самбірський р-н Львівська обл.
- з 1.10.1976 р. — до цього часу — Мостиський р-н Львівська обл.

З 1964 р. постановою уряду СРСР були введені пенсії колгоспникам (жителям сіл) в розмірі 8 рублів. До 1976 р. жителі сіл не мали паспортів і не могли виїжджати на роботи в інші населені пункти. Це було кріпосне право. З 1976—1981 рр. всім жителям села видали паспорти, це дало змогу багатьом людям переїжджати для життя і праці в інші міста і села.